# Кунцевичі (Барановицький район)
Кунцевичі (біл. Кунцавічы) — село в Білорусі, у Барановицькому районі Берестейської області. Орган місцевого самоврядування — Малаховецька сільська рада.

## Населення
За переписом населення Білорусі 2009 року чисельність населення села становило 59 осіб.